# Бобко Євген Васильович
Бобко Євген Васильович (*12 травня 1890 р., Будятичі, Володимир-Волинський повіт, Волинська губернія, Російська імперія (нині — Іваничівський район, Волинська область, Україна) — +1959, Москва, СРСР) — вчений-селекціонер.
Син останнього власника маєтку в Будятичах, члена Волинського губернського зібрання Василя Бобка та поміщиці Домни Григорівни Черановської.
Закінчив чоловічу гімназію в м. Острозі. У 1907 р. став студентом природничого факультету Київського університету імені св. Володимира, який закінчує у 1912 році за спеціальністю «хімія». Того ж року Євген залишається на кафедрі спеціального землеробства і займається науково — дослідницькою роботою під керівництвом професора Дмитра Прянішникова. З 1918 по 1924 р. працює на цій же кафедрі. У 1924 р. Бобка призначають професором кафедри агрономічної хімії у Харкові. У 1925—1929 роках Євген Васильович — співробітник Сибірського сільськогосподарського інституту в Омську. З 1929 року працює завідувачем агрономічного відділу Центрального науково-дослідного інституту цукрової промисловості. З 1935 р. Бобко працював у Всесоюзному інституті добрив. Редагував наукові журнали Академії наук.
Винайшов метод лікування цукрових буряків від хвороби, яка називається гниль сердечка, використовуючи фосфати. Досліджував вплив мікроелементів на ґрунти при вирощуванні рослин.
Написав 150 наукових праць, виховав багатьох кандидатів наук.
Помер у 1959 р. Похований у Москві.
Одна з вулиць у Володимирі-Волинському названа на його честь.

## Монографії, статті, доповіді
- «Задачи агрохимических исследований и их место в службе химизации»
- «Что такое микроудобрения и как ими пользоваться»
- «Борьба с эрозией — насущная задача земледелия»
- «О принципах оценки эффективности удобрений»
- «Важнейшие моменты мирового производства и потребления промышленных удобрений»
- «Д. Н. Прянишников как исследователь»
- «О необходимости повышения качества научной работы в области агрономии»
- «Методы определения важнейших микроэлементов»